# Waleria Messalina
Waleria Messalina, Valeria Messalina (ur. ok. 17 w Rzymie, zm. 48 tamże) – cesarzowa rzymska, małżonka Klaudiusza.

## Dane biograficzne
Słynna z urody i atrakcyjności trzecia żona Klaudiusza (od 39 roku), matka Brytanika i Oktawii. Była nimfomanką i dopuszczała się wielu ekscesów erotycznych; szacuje się, że w czasie panowania miała około 150 kochanków. Podobno nawet odwiedzała domy publiczne i konkurowała tam z zawodowymi prostytutkami w liczbie stosunków z mężczyznami; te konkretne oskarżenie to jednak najprawdopodobniej jedynie oszczerstwo wymierzone przeciw dynastii cesarskiej. Starożytni historycy donoszą o jej zdradach i rozwiązłości – Tacyt pisał o jej popędzie do "nieznanych pragnień", Swetoniusz opisywał "permanentne cudzołóstwo", zaś Kasjusz Dion twierdził, że organizowała w pałacu regularne orgie seksualne. O jej ekscesach pisał także Juwenalis. Klaudiusz był tak zakochany w małżonce, że tolerował jej zdrady, co spotykało się z wyszydzeniami ze strony ówczesnych. Dopiero formalny ślub z senatorem Gajuszem Syliuszem w 48 r. doprowadził do zguby Messaliny. Wpływowi wyzwoleńcy donieśli o nim Klaudiuszowi i dopilnowali jej szybkiej egzekucji.
Przypisuje się jej doprowadzenie do śmierci wielu osób, w tym: 
- Julii Liwilli, młodszej siostry Kaliguli;
- Julii Heleny, wnuczki Tyberiusza;
- Gajusza Apiusza Juniusza Sylana, swojego ojczyma;
- Marka Winicjusza, męża Julii Liwilli;
- Decimusa Waleriusza Azjatyka, konsula z roku 35 i 47;
- Poppei Sabiny, matki-imienniczki późniejszej żony Nerona.

## Wywód przodków
| 4. Marek Waleriusz Messala Appianus |  |                                     |  |  |              |
|                                     |  | 2. Marek Waleriusz Messala Barbatus |  |  |              |
| 5. Marcela Młodsza                  |  |                                     |  |  |              |
|                                     |  |                                     |  |  | 1. Messalina |
| 6. Lucjusz Domicjusz Ahenobarbus    |  |                                     |  |  |              |
|                                     |  | 3. Domicja Lepida                   |  |  |              |
| 7. Antonia Starsza                  |  |                                     |  |  |              |
|                                     |  |                                     |  |  |              |

## Małżeństwa i dzieci
- 1x Klaudiusz (Tiberius Claudius Drusus Nero) (od 39)
  - Oktawia (Octavia)
  - Brytanik (Tiberius Claudius Britannicus)

## W literaturze współczesnej
Jest bohaterką powieści Roberta Gravesa Klaudiusz i Messalina; pojawia się też w powieści Paula L. Maiera Rzym w płomieniach.